# José Cândido da Silva Muricy
José Cândido da Silva Muricy (Curitiba, 30 de julho de 1863 - Rio de Janeiro, 11 de julho de 1943) foi um político, escritor e militar brasileiro. 
Filho do médico Dr. José Cândido da Silva Murici e Iria Narcisa Ferreira Muricy, nasceu em Curitiba, Estado do Paraná e foi um dos sócios fundadores do Instituto Histórico e Geográfico do Paraná, além de oficial do Exército Brasileiro e Comandante Geral da Polícia Militar do Paraná. Participou na Praça da Aclamação do ato que simboliza a Proclamação da República do Brasil, e de diversos combates, ao lado do Governo Legal, na Revolta da Armada e da Revolução Federalista.

## Vida militar
Em 5 de março de 1883 assentou praça no 1º Batalhão de Engenheiros, matriculando-se na mesma data na Escola Militar da Praia Vermelha, concluindo os cursos de cavalaria e infantaria.
Ainda como cadete tomou parte nas reuniões que visavam precipitar o movimento revolucionário contra o regime monárquico e a 14 de novembro de 1889 foi escolhido, juntamente com outros alunos militares e oficiais de confiança, para receber dos chefes do movimento as ordens que deveriam ser transmitidas aos Corpos da Guarnição e à Escola Militar (atual AMAN).
No dia 15 de novembro marchou de São Christovão no comando uma pequena tropa militar, participando diretamente do evento que simboliza a Proclamação da República do Brasil.
- 1894 - Destacado para o Paraná, foi chamado à Capital Federal e nomeado Auxiliar Técnico da Comissão de Fortificação do Porto do Rio de Janeiro. Nesse mesmo ano foi nomeado Ajudante da Comissão de Fortificação do Porto de Paranaguá, e Artilhamento da Fortaleza da Barra.

- 1906 - Nomeado Chefe do Pessoal do 5º Distrito Militar. Em 1907 foi nomeado Secretário e em seguida, com a remodelação do Exército em 1908, Assistente da Inspeção Permanente.

- 1910 - Nomeado Chefe do Serviço de Armamento e Material Bélico da 11ª Região de Inspeção Permanente, cargo que exerceu cumulativamente com o de Chefe do Material Bélico do Quartel General da 2ª Brigada Estratégica.

- 1912 - Chamado ao Rio de Janeiro e nomeado Chefe do Serviço do Armamento e Material Bélico da 9ª Região de Inspeção Permanente.

- 1913 - Nomeado para a Comissão de Oficiais de Artilharia, que acompanhou o artilhamento do Forte de Copacabana. Em fevereiro foi nomeado chefe interino do Estado Maior do Commando da 9ª Região de Inspeção Permanente.

- 1914 - Nomeado Sub-Diretor da Fábrica de Pólvora da Estrela, e em 1916, nomeado diretor interino desse mesmo estabelecimento.

- 1917 - Nomeado comandante do 1º Grupo do 1º Regimento de Artilharia Montada.

- 1919 - Nomeado para fazer parte da comissão organizadora do Exército de 2ª Linha (denominação dada à antiga Guarda Nacional). Fez parte de diversas comissões encarregadas da remonta de forças montadas do Exército, bem como, representante da 11ª Região de Inspeção junto à Sociedade de Tiro nº 19.

Em 19 de outubro de 1928 foi comissionado no posto de Coronel como Comandante Geral da Polícia Militar do Paraná, cargo que exerceu até 30 de julho de 1931.

### Promoções
- Segundo Tenente de Artilharia - em  de janeiro de 1890, sendo nomeado Auxiliar Técnico da Comissão Estratégica do Paraná;
- Primeiro Tenente - em 7 de abril de 1892, comissionado para estudar o motivo da situação precária em que se achava a Colônia Militar de Foz de Iguaçu;
- Capitão - em 15 de novembro de 1897;
- Major - em 11 de maio de 1911;
- Tenente-coronel - em 1918, por ocasião de sua reforma compulsória aos trinta e seis anos de serviço ativo.

## Vida civil
Em 1895 foi eleito Deputado do Congresso Legislativo do Paraná, mantendo-se por cinco legislaturas, até 1905, quando então renunciou ao mandato e apresentou-se ao 6º Regimento de Artilharia.
Em 14 de setembro de 1906, a convite do Comando do 5º Distrito, serviu de examinador no concurso realizado para o preenchimento das cadeiras de Física e Química do Ginásio Paranaense e da Escola Normal.

## Revolta da Armada e Revolução Federalista
Em 1893 prestava serviço no 3º Regimento de Artilharia, em Curitiba, sendo então nomeado comandante da Fortaleza de Santana na cidade de Desterro, capital do Estado de Santa Catarina, para defender a cidade e ilha.
Comandou uma expedição a Canavieiras para desalojar os navios da esquadra revolucionária lá fundeada, realizando bombardeio contra o Cruzador República e os navios artilhados, Pallas e Meteoro.
Com a capitulação da guarnição em Santa Catarina, ao ser informado de que seria forçado a pegar em armas a favor dos revolucionários e contra o governo do Marechal Floriano Peixoto, fugiu em um pequeno palhabote para o Paraná e se apresentou ao Comando das Forças Legais.
No Paraná recebeu o comando de uma bateria destinada a defender a Estrada da Mata, com o objetivo de impedir que os federalistas atacassem a retaguarda das tropas do General Argolo, que se encontravam em combate com as forças do General Piragibe.
Atacadas as forças do General Argolo em janeiro de 1894, concorreu com sua artilharia para o dispersão das tropas inimigas; recebendo do comandante da coluna o seguinte elogio oficial:
Em 1894, Janeiro: No combate de 11, em Tijucas, substituindo o 1º Tenente Commandante da divisão de artilharia, que fora ferido gravemente e recolhido ao hospital, cheio de coragem e muita calma, passou a dirigir o fogo, fazendo sobre o inimigo tiros certeiros, salientando-se pela bravura com que se portou, sendo especificado nominalmente dentre os que se portaram com bravura, tornando-se por isso mais digno do louvor do Chefe da expedição e da gratidão da Patria.

## Produção literária
- A Foz do Iguassu - publicada pela Impressora Paranaense;
- A Revolução de 1893 - publicada pela Biblioteca Militar (atual BibliEx);
- Poesias;
- Viagem à República Theocrática do Guayra;
- D. Maricota;
- Contos e Phantasias.

Escreveu ainda  diversos artigos sobre a revolução federalista, artilharia, pecuária, e equitação, nos jornais da imprensa paranaense: A República; Diário da Tarde e Comércio do Paraná.